# 天主教塔拉薩教區
天主教塔拉薩教區（拉丁語：Dioecesis Terrassensis）是天主教會在西班牙的一個教區。屬巴塞隆納總教區。
教區成立於2004年6月15日，位於加泰隆尼亞南部。2004年有教友1,222,420人，佔轄區總人口98.7%。教區下轄121個堂區，有153名司鐸。現任主教為若瑟·塞斯·梅尼士。